# Ми-10
Ми-10 (по классификации NATO: «Harke») — советский тяжёлый транспортный вертолёт (летающий кран) предназначенный для транспортировки грузов на внешнем подвесе и строительно-монтажных работ.
Создан со значительным использованием узлов и конструкций от Ми-6. Ми-10К — модификация оптимизированная для выполнения строительно-монтажных работ с установленной кабиной оператора крана, модернизированной проводкой управления, уменьшенными топливными баками и укороченными стойками шасси.
Начало разработки 15 февраля 1958 года, первый полет состоялся 15 июня 1960 года, испытания закончились в начале 1964 года, (доводки продолжались до конца 1967).
С 5 марта 1964 года производился серийно на Ростовском вертолётном заводе. Первые три опытные машины были построены на Московском вертолётном заводе, всего изготовлено 55 вертолётов всех модификаций.
Вертолёты Ми-10 и их модификации Ми-10К, активно применялись для транспортных перевозок, монтажа буровых установок в газо-нефтепромышленных районах Восточной Сибири и Крайнего Севера, а также для выполнения уникальных монтажных работ при строительстве промышленных объектов и установок телевизионных вышек.
За создание вертолета, главным конструкторам М. Л. Милю, П. А. Соловьеву и ряду других специалистов в 1968 году была присуждена Государственная премия СССР.
На вертолетах Ми-10 и Ми-10Р установлены 8 мировых авиационных рекордов.

## История проектирования
20 февраля 1958 года правительство СССР распорядилось приступить к проектированию «летающего крана» на базе Ми-6. Задание предусматривало грузоподъёмность 12 тонн при дальности 250 км и максимальную (при перевозке на короткие расстояния) — 15 тонн. В процессе проектирования задание было дополнено требованием по перевозке крылатых и баллистических ракет, что и стало основной задачей Ми-10. Сохранив силовую установку и схему управления Ми-6, конструкторы заменили фюзеляж вертолёта новым — узким и низким, в который тем не менее вписался отсек длиной 15,95 метра для перевозки грузов или 28 пассажиров; во время перегонов в него можно было устанавливать дополнительные топливные баки. Для того, чтобы при взлёте все колёса отрывались от земли одновременно, правые стойки шасси были выполнены на 300 мм короче левых, при этом минимальный клиренс равнялся 3,75 м. Было предусмотрено две схемы транспортировки грузов вне фюзеляжа:
- стандартный груз, жёстко удерживаемый гидрозахватами (контейнеры с ракетами);
- груз, установленный на грузовой платформе, монтируемой между стойками шасси.

Прототип, известный как В-10, поднялся в небо 15 июня 1960 года, успешно испытывался, но в мае 1961 года сгорел на земле из-за технической неисправности. 23 сентября 1961 года второй опытный В-10 установил рекорд грузоподъёмности в 15 103 кг на высоту 2200 м. В последующие годы ВПК отказался от идеи возить ракеты вертолётами, и проект оказался на грани закрытия. Выпуск серийного Ми-10, начатый в 1964 году, составил всего 24 единицы. Широкого применения эти машины не нашли, так как фиксация груза гидрозахватами требовала оборудования грузов ответными узлами.

## Конструкция
Вертолёт Ми-10 построен по классической одновинтовой схеме с пятилопастным цельнометаллическим несущим винтом и четырёхлопастным рулевым винтом из дельта-древесины.
Силовая установка состоит из 2х ТВД Д-25В разработки П.А.Соловьёва. Шасси ферменное пирамидального типа, четырёхопорное с высоким клиренсом 3,75 м. Между стойками шасси можно установить грузовую платформу или контейнер, который крепится на гидрозахватах с дистанционным управлением.
Грузопассажирская кабина расположена в центральной части фюзеляжа и может вмещать 28 пассажиров или груз массой до 3 тонн. Груз загружается через заднюю боковую дверь с помощью стрелы-лебёдки. Внутри фюзеляжа установлена ферма с лебёдкой ЛПГ-7, оснащённая восьмикратным полиспастом, позволяющим поднимать или опускать груз до 15 тонн на высоту до 30 метров. Для облегчения операций по загрузке и разгрузке в кабине экипажа имеется телевизионная система с камерой под фюзеляжем.
Между стойками шасси может быть установлена унифицированная грузовая платформа размером 8,5x3,6 м с лебёдкой ЛПГ-3.
Топливо размещается в боковых подвесных баках, а для дальних перелётов в салоне устанавливаются два дополнительных бака по 1250 литров.
Особенностью Ми-10 является то, что для одновременного отрыва всех колёс от земли средняя часть фюзеляжа с осью несущего винта была повернута на 1°30′ вправо от вертикали. Для сохранения горизонтального положения кабины на земле правые стойки шасси выполнены на 300 мм короче.
С 1975 года все вертолёты Ми-10 оснащены системой гашения вибраций и колебаний при использовании внешней подвески.

## Модификации
| Название модели      | Краткие характеристики, отличия                                                                                     |
| -------------------- | --- |
| Ми-10                | Базовый вариант с «длинными ногами»                                                                                 |
| Ми-10ГР («Гребешок») | Пеленгатор (вертолёт радиоразведки)                                                                                 |
| Ми-10К («Кран»)      | Вариант с «короткими ногами» и дополнительной кабиной пилота под фюзеляжем                                          |
| Ми-10ПП              | Постановщик помех (одна станция РЭБ «Шаг» под фюзеляжем, 7125 кг)                                                   |
| Ми-10Р               | «Рекордный», отличавшийся облегчённой конструкцией и доработанным шасси, на нём было установлено 7 мировых рекордов |
| Ми-10РВК             | С установленной на внешней подвеске пусковой установкой с крылатой ракетой С-5В (4К95)                              |
| Ми-10УПЛ             | Носитель универсальной полевой лаборатории                                                                          |
|                      | |

## Модификация Ми-10К
Новая модификация, Ми-10К, была разработана специально для строительно-монтажных работ. Первый полёт состоялся в июне 1965 года, в 1967 году Ми-10К летал на авиашоу в Париже, а производство началось в 1975 году. В период 1975—1976 годов было выпущено 17 машин и 4 переоборудовано из базовых Ми-10. Конструкторы полностью отказались от гидрозахватов и внешней платформы, уменьшили высоту шасси, что снизило вес и лобовое сопротивление. Вместо не оправдавших себя телекамер для управления вертолётом при погрузке-разгрузке Ми-10К был оборудован второй, подвесной кабиной лётчика с круговым обзором и третьим комплектом рычагов управления.
В 1981 году впервые в практике СССР с помощью грузового вертолёта МИ-10К были смонтированы конструкции Харьковской телебашни высотой 240,7 м. Вертолётом управлял лауреат Государственной премии СССР Геннадий Степанович Мальцев. Монтаж конструкции при помощи вертолёта занял суммарно три часа налёта на протяжении 10 дней.
В 1982 году Ми-10К принимал участие в монтаже якутской телебашни высотой 241 м на вечной мерзлоте. Подъём и доставку металлоконструкций вертолёт выполнял с ипподрома г. Якутска, монтаж телебашни выполнен за 5 дней.
В 2003 году вертолёт данного типа осуществил монтаж 48-метрового шпиля на здании «Триумф-Палас» в Москве, на высоте более 200 м.
- В 1980 году Почта СССР выпустила почтовую марку с изображением вертолёта Ми-10К.

В парке компании UTair по состоянию на середину 2009 года числилось восемь вертолётов типа Ми-10К. При этом эксплуатация семи из них была остановлена. Их поставили «к забору» в нелётном состоянии. Проведение восстановительного ремонта было признано нецелесообразным по комплексу причин, в основном экономического характера. Из восьми списочных вертолётов продолжал выполнять полёты только один. «Нашему единственному Ми-10 осталось 230 лётных часов назначенного ресурса, по истечении которого мы его списываем, — сообщил технический директор UTair Бекмуханбетов, — к сожалению, комплектующих деталей для вертолёта этой марки в наличии нет. Поэтому последний сохранившийся у нас вертолёт Ми-10 отлетает оставшийся ресурс и будет выведен из эксплуатации».
На вопрос о запчастях, дефицит которых ощущается особенно остро, Бекмуханбетов дал чёткий ответ: «Дело — в рулевом винте, который деревянный и замены ему нет. Рулевые винты для Ми-10 изготавливались из прессованной древесины в Санкт-Петербурге. Вот отлетает оставшийся вертолёт свой ресурс – и всё, встаёт «на прикол», поскольку закончится установленный ресурс рулевого винта, а заменить его нечем».
Причина, по которой тюменские авиаторы «держатся» за Ми-10К – уникальность его характеристик. Бекмуханбетов: «Замены Ми-10 нет: ни один новый вертолёт не имеет подобных характеристик. Точность выполнения монтажных работ Ми-10 ни с чем не сравнить».

## Лётно-технические характеристики
Источник данных: С. Б. Геллер, 1968 год.

Технические характеристики
- Экипаж: 3 человека (2 пилота и борттехник)
- Грузоподъёмность:  
  - нормальная: 12 000 кг
  - максимальная: 15 000 кг (за счёт массы топлива)
  - груз на подвеске: 8000 кг
  - внутри фюзеляжа: 3000 кг
- Длина: 41,89 м
- Длина фюзеляжа:  32,86 м
- Диаметр несущего винта: 35,0 м
- Диаметр рулевого винта: 6,3 м
- Максимальная ширина фюзеляжа: 3,0 м
- Высота: 9,9 м (с остановленным хвостовым винтом)
- Площадь, ометаемая несущим винтом: 962 м²
- База шасси: 8,285 м
- Колея шасси: 7,55 м
- Расстояние от земли до нижней точки фюзеляжа (клиренс): 3,73 м
- Масса пустого: 27 100 кг
- Нормальная взлётная масса: 38 000 кг
- Максимальная взлётная масса: 43 550 кг
- Масса топлива во внутренних баках: 8230 кг (максимальная)
- Объём топливных баков: 10 620 л
- Силовая установка: 2 × ТВД Д-25В
- Мощность двигателей: 2 × 5500 л. с. (2 × 4100 кВт)

Лётные характеристики
- Максимальная скорость: 235 км/ч
- Крейсерская скорость:  
  - при массе 38000 кг и менее: 220 км/ч
  - при массе более 38000 кг: 180 км/ч
- Практическая дальность: 250 км
  - Продолжительность полёта: 1 ч 30 мин
- Перегоночная дальность: 695 км
  - Продолжительность полёта: 3 ч 45 мин
- Практический потолок: 3000 м
- Скороподъёмность: 6,3 м/с (максимальная)

## Авиапроисшествия и катастрофы
| Дата       | Бортовой номер | Место катастрофы          | Жертвы  | Краткое описание |
| ---------- | -------------- | ------------------------- | ------- | --- |
| май 1967   | CCCP-04101     | Сасово                    | н. д.   | Совершил аварийную посадку под Сасово из-за технических проблем и сгорел. |
| 12.04.1979 | CCCP-04133     | Тобольск                  | 8/9     | Попал в снежную бурю и разбился. |
| 25.05.1980 | н. д.          | н. д.                     | 1/н. д. | Попал под обстрел. Погиб бортмеханик. |
| 20.06.1980 | 72             | Пули-Хумри                | 4/4     | Участвовал в Афганской войне. Вертолёт перевозил топливозаправщик МАЗ-500ТЗ на платформе. В полёте произошёл отказ двигателя. Экипаж попытался совершить вынужденную посадку, но перевернулся и сгорел. Погиб экипаж и солдат в топливозаправщике. |
| 16.05.1983 | н. д.          | н. д.                     | 0/н. д. | Перевернулся после вынужденной посадки из-за пожара в двигателе. Экипаж не пострадал. |
| 20.03.1989 | CCCP-04128     | близ Ханты-Мансийска      | 0/н. д. | Вынужденная посадка в болотистой местности, вызванная начавшейся вибрацией двигателей. Списан. |
| 21.04.1989 | CCCP-04131     | 143 км от Ханты-Мансийска | 3/7     | Потеря управляемости вертолёта в результате отрыва хвостового винта с хвостовым редуктором из-за попадания в него частей груза, транспортируемого на внешней подвеске.                                                                             |
| 21.12.1992 | CCCP-04120     | 84 км от Ноябрьска        | н. д.   | Списан после вынужденной посадки в болоте. |

## В модельной индустрии
Сборные стендовые модели Ми-10 выпускали:
- Plasticart (ГДР) — Ми-10К, масштаб 1:100
- Amodel (Украина) — Ми-10, масштаб 1:72
- Amodel (Украина) — Ми-10К, масштаб 1:72
- Eastern Express (Россия) — Ми-10, масштаб 1:144